# JYJ
JYJ är ett sydkoreanskt pojkband bildat år 2010. Gruppen består av de tre tidigare TVXQ-medlemmarna Jaejoong, Yoochun och Junsu.

## Medlemmar
| Födelsenamn   | Födelsenamn | Födelsedatum    |
| Romanisering  | Hangul      | Födelsedatum    |
| ------------- | ----------- | --------------- |
| Kim Jae-joong | 김재중      | 26 januari 1986 |
| Park Yoo-chun | 박유천      | 4 juni 1986     |
| Kim Jun-su    | 김준수      | 1 januari 1987  |

## Diskografi

### Album
| Albuminformation                                             | Topplacering          | Topplacering   |
| Albuminformation                                             | Sydkorea (Gaon Chart) | Japan (Oricon) |
| Engelska                                                     | Engelska              | Engelska       |
| ------------------------------------------------------------ | --------------------- | -------------- |
| The Beginning (Studioalbum) - Släppt: 14 oktober 2010        | 1                     | 17             |
| Koreanska                                                    |                       |                |
| Their Rooms "Our Story" (EP-skiva) - Släppt: 15 januari 2011 | —                     | —              |
| In Heaven (Studioalbum) - Släppt: 28 september 2011          | 1                     | 8              |
| Just Us (Studioalbum) - Släppt: 29 juli 2014                 | 1                     | 2              |
| Japanska                                                     |                       |                |
| The... (EP-skiva) - Släppt: 8 september 2010                 | —                     | 1              |

### Singlar
| År        | Titel                                      | Topplacering          | Topplacering   |
| År        | Titel                                      | Sydkorea (Gaon Chart) | Japan (Oricon) |
| Engelska  | Engelska                                   | Engelska              | Engelska       |
| --------- | ------------------------------------------ | --------------------- | -------------- |
| 2010      | "Ayyy Girl" (med Kanye West & Malik Yusef) | 19                    | —              |
| 2010      | "Empty"                                    | 18                    | —              |
| Koreanska |                                            |                       |                |
| 2011      | "Get Out"                                  | 8                     | —              |
| 2011      | "In Heaven"                                | 5                     | —              |
| 2013      | "Only One"                                 | 87                    | —              |
| 2014      | "Back Seat"                                | 6                     | —              |
| Japanska  |                                            |                       |                |
| 2015      | "Wake Me Tonight"                          | —                     | 2              |